# KkStB 294
| Bozen–Meraner Bahn 1–2, 5–10 / kkStB 294 /FS 899 II | Bozen–Meraner Bahn 1–2, 5–10 / kkStB 294 /FS 899 II | Bozen–Meraner Bahn 1–2, 5–10 / kkStB 294 /FS 899 II |
| --------------------------------------------------- | --------------------------------------------------- | --------------------------------------------------- |
| Bozen–Meraner Bahn Nr. 6                            |                                                     |                                                     |
| Hersteller:                                         | Krauss, Linz und München                            | Krauss, Linz und München                            |
| Anzahl:                                             | 10                                                  | 10                                                  |
| Nummerierung:                                       | 294.04–12                                           | 294.13                                              |
| Baujahr:                                            | 1881–1898                                           | 1905                                                |
| Ausmusterung:                                       | k. A.                                               | k. A.                                               |
| Bauart:                                             | C n2t                                               | C n2t                                               |
| Zylinderdurchmesser:                                | 320 mm                                              | 320 mm                                              |
| Kolbenhub:                                          | 508 mm                                              | 508 mm                                              |
| Treibraddurchmesser:                                | 965 mm                                              | 965 mm                                              |
| fester Radstand:                                    | 2.700 mm                                            | 2.700 mm                                            |
| Gesamtradstand:                                     | 2.700 mm                                            | 2.700 mm                                            |
| Anzahl der Heizrohre:                               | 137                                                 | 130                                                 |
| Rohrheizfläche:                                     | 61,0 m²                                             | 60,1 m²                                             |
| Strahlungsheizfläche:                               | 3,0 m²                                              | 3,0 m²                                              |
| Rostfläche:                                         | 1,08 m²                                             | 1,08 m²                                             |
| Dampfdruck:                                         | 12                                                  | 13                                                  |
| Leermasse:                                          | 18,0 t                                              | 18,0 t                                              |
| Reibungsgewicht:                                    | 24,2 t                                              | 24,2 t                                              |
| Dienstgewicht:                                      | 25,6 t                                              | 25,6 t                                              |
| Länge:                                              | k. A.                                               | k. A.                                               |
| Höhe:                                               | k. A.                                               | k. A.                                               |
| Höchstgeschwindigkeit:                              | 40 km/h                                             | 40 km/h                                             |

Die Dampflokomotivreihe kkStB 294 war eine Tenderlokomotivreihe der k.k. Staatsbahnen Österreichs, die für verschiedene Lokalbahnen beschafft wurde.

## Geschichte

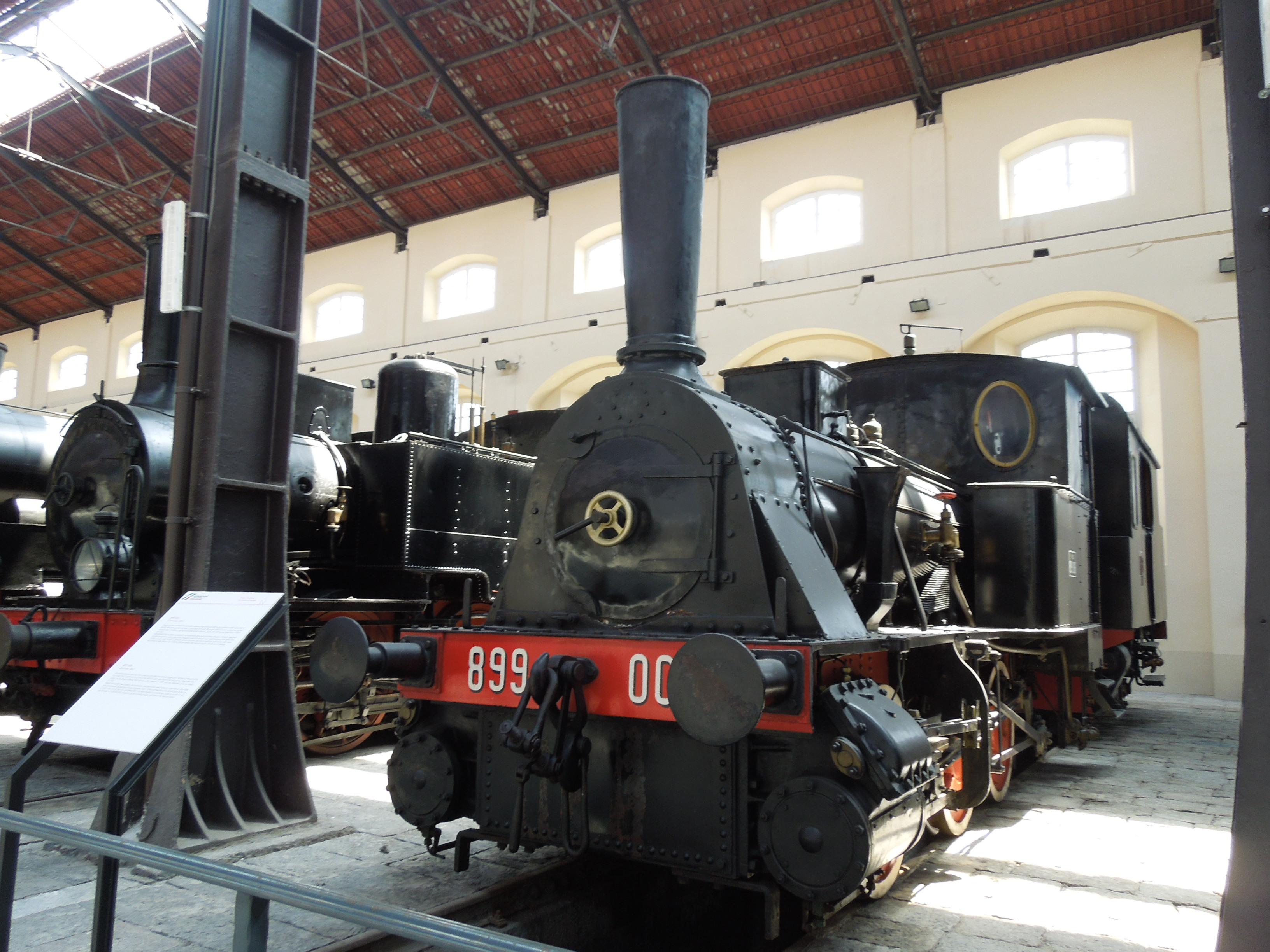
Lok 899.006 im italienischen Eisenbahnmuseum

Die Lokomotiven dieser Reihe wurden von Krauss in München bzw. deren österreichischer Tochterfirma Krauss & Comp. in Linz in den Jahren 1881 bis 1905 geliefert.
Die letztgelieferte 294.13 hatte etwas andere Kesseldimensionen (vgl. Tabelle).
Sie waren für den ökonomischen Verkehr auf Lokalbahnen konzipiert und ähnelten der Preußischen T 3.
So waren die 294.11–12 im Eigentum der Österreichischen Lokaleisenbahngesellschaft (ÖLEG), die restlichen
gehörten der Bozen-Meraner Bahn (BMB).
Nach 1918 wurden die Maschinen der ČSD und der FS zugeteilt. Während ihnen bei der ČSD keine eigene Reihennummer zugewiesen wurde, bildeten die Lokomotiven bei der FS die Reihe 899".
Die 899".006 (ex. kkStB 294.09, BMB 1 „MERAN“) befindet sich im nationalen italienischen Eisenbahnmuseum in Neapel.
Ebenfalls Konstruktionen von Krauss Linz und den kkStB 294 sehr ähnlich waren die Lokomotiven der Reihen kkStB 93, kkStB 96, kkStB 494 (Mühlkreisbahn) und NÖLB 6 (Stammersdorfer Lokalbahn), welche eine Weiterentwicklung der kkStB 294 darstellt.